# Nactus pelagicus
Espèce
Synonymes
- Hetoronota pelagicus Girard, 1858
- Gymnodactylus arnouxii Duméril, 1851

Statut de conservation UICN

 LC  : Préoccupation mineure
Nactus pelagicus est une espèce de geckos de la famille des Gekkonidae.

## Répartition
Cette espèce se rencontre au Vanuatu, en Nouvelle-Calédonie, aux Fidji, aux Tonga, aux Samoa, aux îles Cook, aux Tokelau, à Niue et en Polynésie française.

## Description
Cette espèce est parthénogénétique.

## Publications originales
- Girard, 1858 "1857" : Descriptions of some new Reptiles, collected by the US. Exploring Expedition under the command of Capt. Charles Wilkes, U.S.N. Third Part. Proceedings of the Academy of Natural Sciences of Philadelphia, vol. 9, p. 181-182 (texte intégral).
- Kopstein, 1926 : Reptilien von den Molukken und den benachbarten Inseln. Zoologische Mededelingen, vol. 1, p. 71-112 (texte intégral).